# Au temps des tulipes
Pour plus de détails, voir Fiche technique et Distribution.

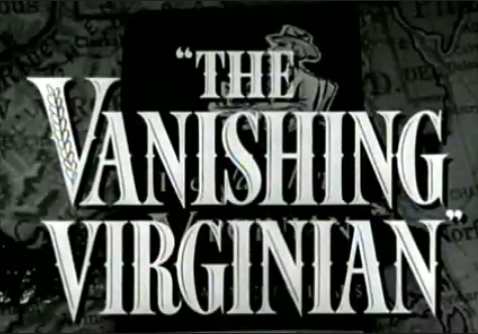

Au temps des tulipes (titre original : The Vanishing Virginian) est un film américain réalisé par Frank Borzage, sorti en 1942.

## Synopsis
Un patriarche conservateur du Sud des États-Unis essaie de faire face aux changements du monde qui l'entoure.

## Fiche technique
- Titre : Au temps des tulipes
- Titre original : The Vanishing Virginian
- Réalisation : Frank Borzage
- Scénario : Jan Fortune, d'après le livre éponyme de Rebecca Yancey Williams
- Direction artistique : Cedric Gibbons
- Décors : Edwin B. Willis
- Costumes : Robert Kalloch (costumes féminins), Gile Steele (costumes masculins) (non crédité)
- Photographie : Charles Lawton Jr.
- Son : Douglas Shearer
- Montage : James E. Newcom
- Musique : David Snell
- Production : Edwin H. Knopf
- Société de production : Metro-Goldwyn-Mayer
- Société de distribution : Loew's Incorporated
- Pays de production :  États-Unis
- Langue : anglais
- Format : Noir et blanc - 35 mm - 1,37:1 - Son Mono (Western Electric Sound System)
- Genre : Comédie dramatique, Film biographique
- Durée : 95 minutes
- Dates de sortie : 
  - États-Unis : 23 janvier 1942 (Première mondiale à Lynchburg, Virginie)

## Distribution

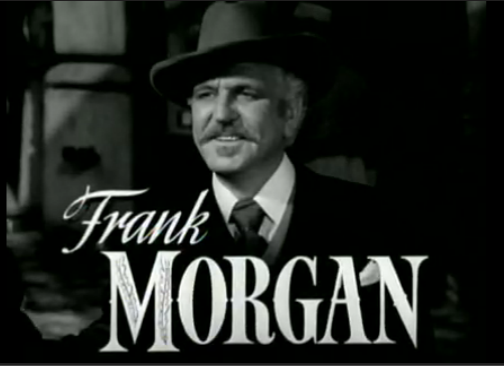
Frank Morgan dans The Vanishing Virginian

- Frank Morgan : Robert "Captain Bob" Yancey
- Kathryn Grayson : Rebecca Yancey
- Spring Byington : Rosa Yancey
- Natalie Thompson : Margaret Yancey
- Johnny Mitchell : James Weldon Shirley
- Mark Daniels : Jack Holden
- Elizabeth Patterson : grand-mère
- Juanita Quigley : Caroline Yancey
- Scotty Beckett : Joel Yancey
- Dickie Jones : Robert Yancey Junior
- Leigh Whipper : oncle Josh Preston
- Louise Beavers : tante Emmeline Preston
- J. M. Kerrigan : John Phelps
- Harlan Briggs : M. Rogard
- Katharine Alexander : Marcia Marshall

Acteurs non crédités
- Myrtle Anderson : une servante des Yancey
- Jester Hairston : un déménageur